# Anua verecunda
Anua verecunda là một loài bướm đêm trong họ Erebidae.